# Heinrich Rau

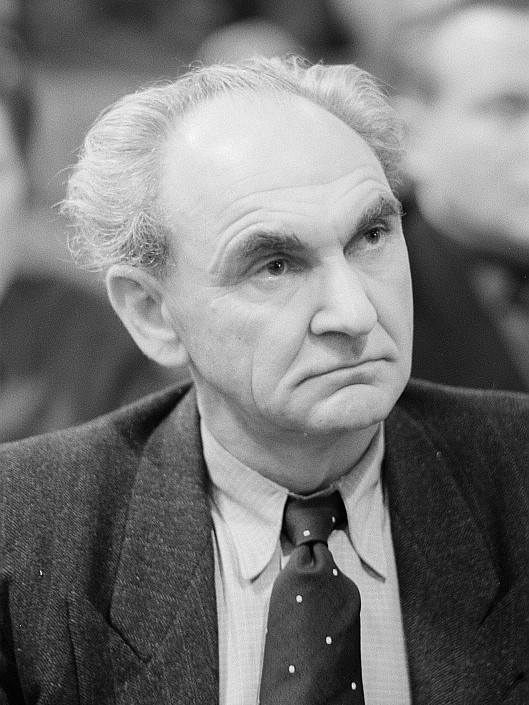
Heinrich Rau 1951

Heinrich Gottlob Rau (* 2. April 1899 in Feuerbach bei Stuttgart; † 23. März 1961 in Ost-Berlin) war Mitglied des Politbüros des Zentralkomitees der SED, Vorsitzender der Staatlichen Plankommission der DDR sowie Minister für Maschinenbau und für Außenhandel und Innerdeutschen Handel. Vorher war er im Spanischen Bürgerkrieg zeitweise Brigadekommandeur der XI. Internationalen Brigade gewesen.

## Leben

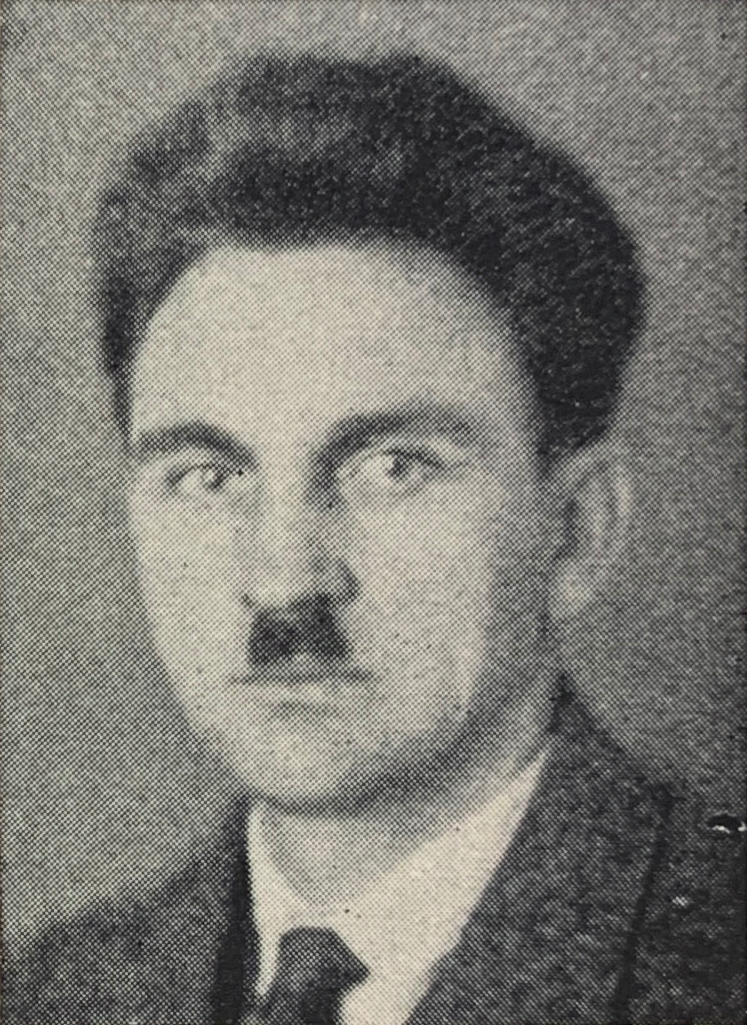
Raus offizielles Landtagsporträt, 1928

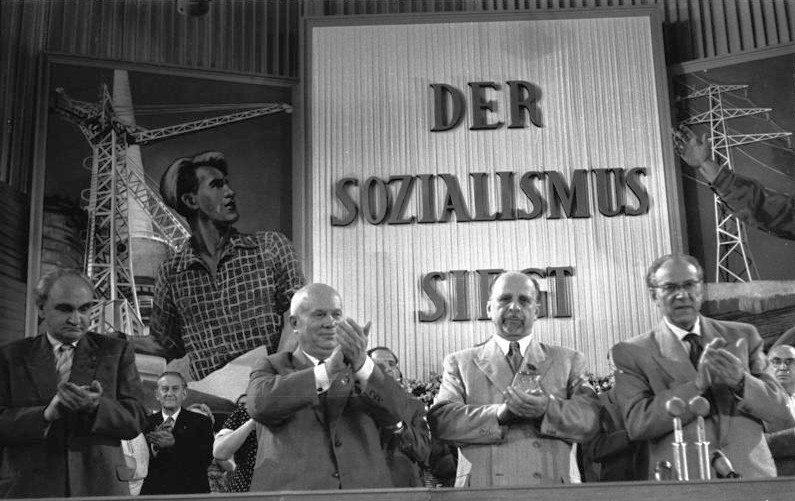
V. Parteitag der SED 1958: Otto Grotewohl, Walter Ulbricht, Nikita Chruschtschow und Heinrich Rau

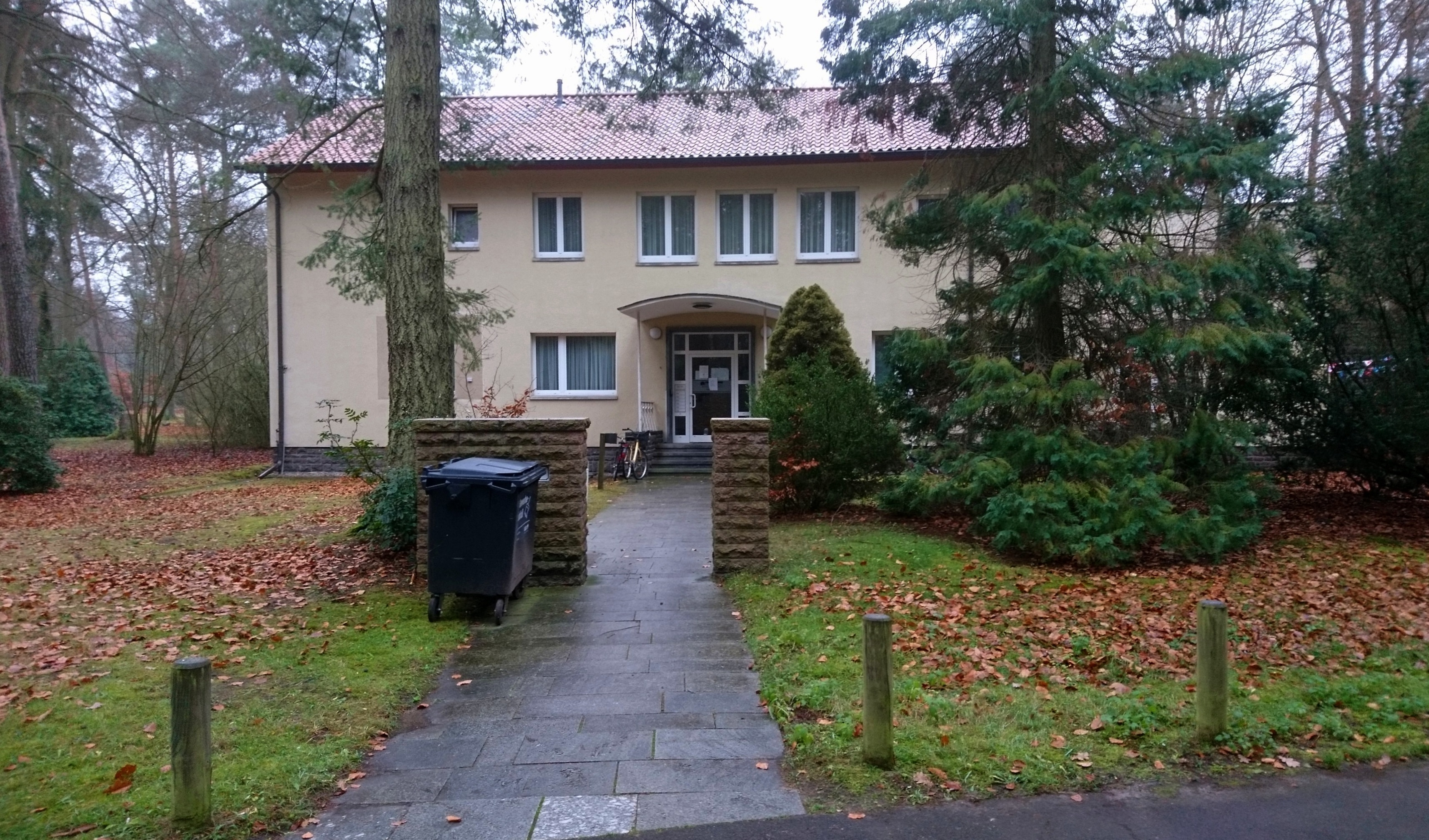
Waldsiedlung Wandlitz, das einst von Rau bewohnte „Haus 5“

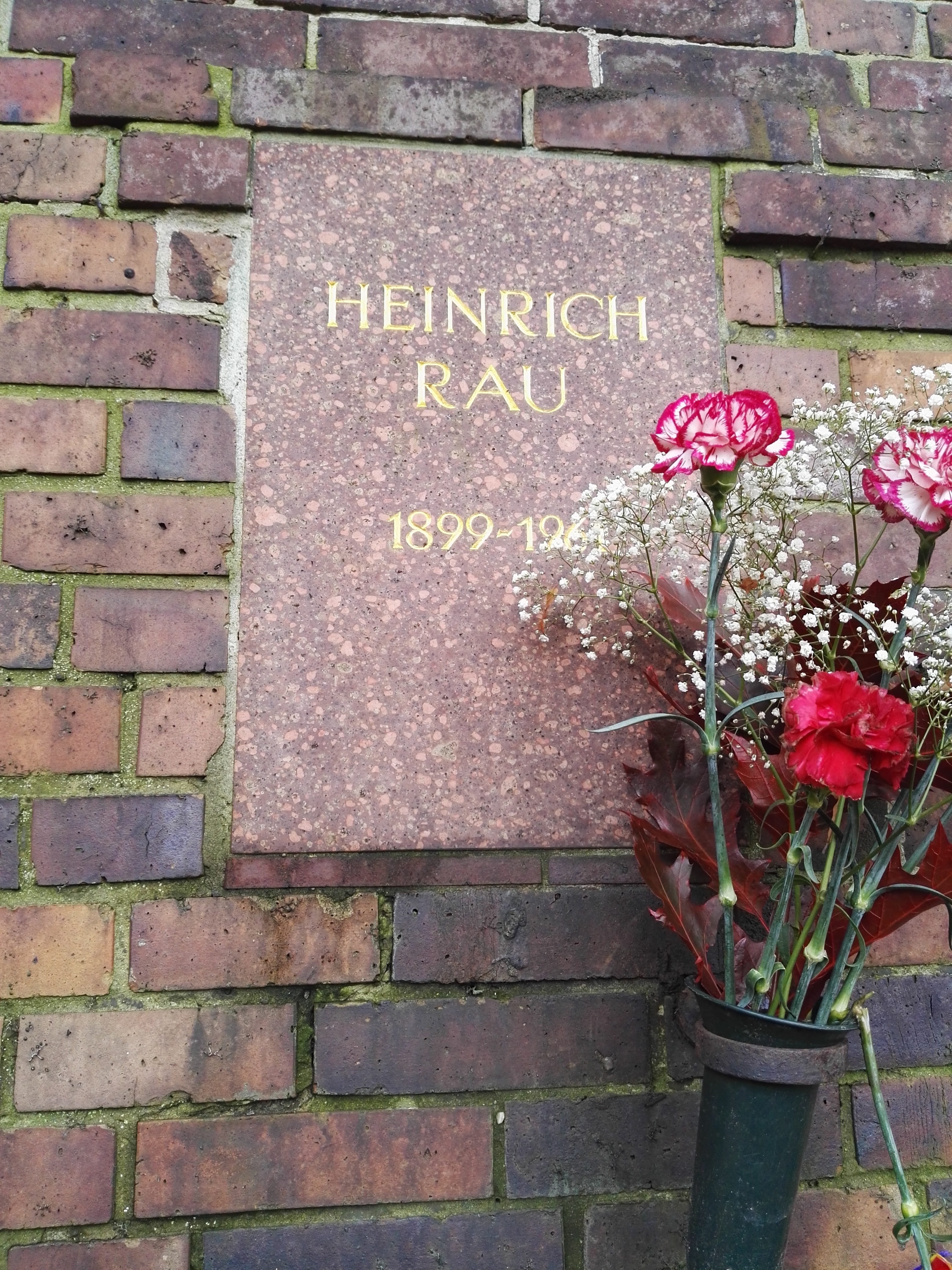
Grabstätte

Heinrich Rau absolvierte eine Ausbildung als Stanzer und Metallpresser und arbeitete, unterbrochen vom Kriegsdienst 1917/18, von 1913 bis 1920 bei den Boschwerken in Feuerbach. Seit 1913 war er in der Arbeitersportbewegung aktiv, ab November 1913 wurde er Mitglied des Deutschen Metallarbeiter-Verbandes und einer sozialdemokratischen Jugendgruppe. 1916 trat er der Spartakusgruppe, 1917 der USPD und 1919 der KPD bei. 1918 nahm er an der Novemberrevolution in Stuttgart teil und war Leiter der Militärpolizei in der Stadt Zuffenhausen bei Stuttgart.
Von 1919 bis 1920 war er Vorsitzender der KPD-Ortsgruppe Zuffenhausen, danach bis 1923 Mitarbeiter des Zentralkomitees der KPD. 1921–1930 unterrichtete er an den Landes- und Zentralschulen der KPD. Ab 1923 war er Leiter der Abteilung Land beim ZK der KPD und Mitglied des Internationalen Komitees der Land- und Forstarbeiter, ab 1924 Mitglied des Vorstandes des Reichsbauernbundes, ab 1928 Abgeordneter des Preußischen Landtages, ab 1930 Mitglied des Internationalen Bauernrates in Moskau und ab 1931 Büromitglied des Europäischen Bauernkomitees.
1933 wurde Rau verhaftet und Ende 1934 neben Bernhard Bästlein vom Volksgerichtshof wegen „Vorbereitung zum Hochverrat“ zu zwei Jahren Zuchthaus verurteilt. Nach seiner Haftentlassung emigrierte er 1935 in die UdSSR, wo er stellvertretender Leiter des Internationalen Agrarinstituts in Moskau war. 1937 ging er nach Spanien, wo er nach Besuch der Kommandeursschule als Instrukteur, Stabschef und zuletzt als Brigadekommandeur der XI. Internationalen Brigade im Spanischen Bürgerkrieg bis zu seiner Verwundung 1938 teilnahm. Bis 1939 war er Leiter des Hilfskomitees der deutschen und österreichischen Spanienkämpfer und Mitglied der KPD-Landesleitung in Paris.
1939 wurde Rau wiederum verhaftet und kam in das französische Lager Le Vernet und später ins Geheimgefängnis Castres. Von dort wurde er 1942 an die Gestapo ausgeliefert, saß bis 1943 im Gestapo-Gefängnis in der Prinz-Albrecht-Straße und bis 1945 im KZ Mauthausen, wo er Teilnehmer des Lageraufstandes war.
Nach seiner Rückkehr nach Deutschland war er Mitglied der Provisorischen Kommission zur Durchführung der Bodenreform und Vorsitzender der Landessequesterkommission in Brandenburg. 1946 trat er der SED bei. 1946–1948 war er Landtagsabgeordneter und Minister für Wirtschaftsplanung von Brandenburg, 1948–1949 Vorsitzender der Deutschen Wirtschaftskommission. Seit 1949 war er Abgeordneter der Volkskammer, Mitglied des Zentralkomitees und Kandidat des Politbüros des Parteivorstandes der SED, seit 1950 Mitglied des Politbüros sowie stellvertretender Vorsitzender des Ministerrates.
1949–1950 war Rau Minister für Planung der DDR und 1950–1952 Vorsitzender der Staatlichen Plankommission. 1952–1953 leitete er die Koordinierungsstelle für Industrie und Verkehr beim Ministerrat, war 1953–1955 Minister für Maschinenbau und 1955–1961 Minister für Außenhandel und Innerdeutschen Handel.
Seine Urne wurde in der Gedenkstätte der Sozialisten auf dem Zentralfriedhof Friedrichsfelde in Berlin-Lichtenberg beigesetzt.

## Ehrungen/Auszeichnungen

20+10 Pfennig-Sondermarke der DDR-Post 1966 mit Heinrich Rau als Spanienkämpfer

- 1954: Vaterländischer Verdienstorden (Gold)
- 1958: Banner der Arbeit
- 1958: Medaille für Kämpfer gegen den Faschismus 1933 bis 1945
- 1961: Groß-Kordon zum Nil-Orden der Arabischen Republik Ägypten

Nach Rau war 1952–90 der VEB Schwermaschinenbau „Heinrich Rau“ Wildau benannt. Rau wurde in der DDR dreimal mit einer Briefmarke bedacht, wovon zwei sich auf seine Tätigkeit im Spanischen Bürgerkrieg bezogen. Das Jagdfliegergeschwader 9 „Heinrich Rau“ und das Schülerinternat „Heinrich Rau“ des Ministeriums für Auswärtige Angelegenheiten (MfAA) in Cöthen (nahe Bad Freienwalde) trugen seinen Namen. In Rheinsberg war bis 2018 eine Oberschule nach ihm benannt. Auch wurde nach ihm das Institut der Zollverwaltung der Deutschen Demokratischen Republik in Plessow (Brandenburg) benannt. Hier wurden die Zollmitarbeiter der DDR ausgebildet. Häufig wurden Straßen nach ihm benannt.
Die Deutsche Post der DDR gab 1979 zu seinen Ehren eine Sondermarke in der Serie Persönlichkeiten der deutschen Arbeiterbewegung heraus.

## Schriften
- Für die Arbeiter- und Bauernmacht. Ausgewählte Reden und Aufsätze 1922–1961, Berlin 1984